# Theridion hassleri
Theridion hassleri là một loài nhện trong họ Theridiidae.
Loài này thuộc chi Theridion. Theridion hassleri được Herbert Walter Levi miêu tả năm 1963.